# Heart of Midlothian FC
Heart of Midlothian FC, Hearts, är en skotsk fotbollsklubb från Edinburgh. Klubbens representationslag spelar i Scottish Premiership, där man genom åren har skördat en del framgångar.

## Historia
Hearts grundades ungefär vid tiden 1874. Grundarna tog namnet från en populär lokal danshall, som i sin tur hade tagit namnet ifrån novellen The Heart of Midlothian av Walter Scott. Den första Hearts-kaptenen Tom Purdie angav att man hade spelat fotboll redan 1873.
Den berömda Hearts-sången var skriven och genomförd av den skotska komikern Hector Nicol, en St. Mirren FC-fantast.

## Rivalitet
Klubbens främsta rivaler är Hibernian FC, den andra dominerande klubben i Edinburgh. Matcherna mellan lagen kallas för The Edinburgh Derby och är en av den skotska ligafotbollens höjdpunkter.

## Truppen
(L) - Inlånad spelare
| 1  | Skottland | Craig Gordon | 31 december 1982 | Celtic (-20)              |
| 28 | Skottland | Zander Clark | 26 juni 1992     | St. Johnstone (-22)       |
| 30 | Skottland | Ryan Fulton  | 23 maj 1996      | Hamilton Academical (-24) |

| 2  | England   | Frankie Kent           | 21 november 1995  | Peterborough United (-23) |
| 3  | Skottland | Stephen Kingsley       | 23 juli 1994      | Hull City (-20)           |
| 4  | Skottland | Craig Halkett          | 29 maj 1995       | Livingston (-19)          |
| 5  | Skottland | Jamie McCart           | 20 juni 1997      | Rotherham United (-25)    |
| 12 | Norge     | Christian Borchgrevink | 11 maj 1999       | Vålerenga (-25)           |
| 15 | Österrike | Michael Steinwender    | 4 maj 2000        | IFK Värnamo (-25)         |
| 18 | Skottland | Harry Milne            | 29 oktober 1996   | Partick Thistle (-25)     |
| 19 | Skottland | Stuart Findlay (L)     | 14 september 1995 | Oxford United (-25)       |

| 6  | England    | Beni Baningime       | 9 september 1998 | Everton (-21)                  |
| 8  | Australien | Calem Nieuwenhof     | 17 februari 2001 | Western Sydney Wanderers (-23) |
| 14 | Australien | Cameron Devlin       | 7 juni 1998      | Newcastle Jets (-21)           |
| 16 | Skottland  | Blair Spittal        | 19 december 1995 | Motherwell (-24)               |
| 22 | Island     | Tómas Bent Magnússon | 14 augusti 2002  | Valur (-25)                    |
| 24 | Skottland  | Finlay Pollock       | 27 juni 2004     | Heart of Midtlothian FC        |
| 27 | Norge      | Sander Kartum        | 3 oktober 1995   | Brann (-25)                    |
| 31 | Irland     | Oisin McEntee        | 5 januari 2001   | Walsall (-25)                  |

| 7  | Belgien      | Elton Kabangu        | 8 februari 1998   | Union SG (-25)           |
| 9  | Skottland    | Lawrence Shankland   | 10 augusti 1995   | Beerschot (-22)          |
| 10 | Portugal     | Cláudio Braga        | 28 oktober 1999   | Ålesund (-25)            |
| 11 | Burkina Faso | Pierre Landry Kaboré | 5 juli 2001       | Narva Trans (-25)        |
| 17 | Skottland    | Alan Forrest         | 9 september 1996  | Livingston (-22)         |
| 21 | Skottland    | James Wilson         | 6 mars 2007       | Heart of Midlothian FC   |
| 29 | Albanien     | Sabah Kerjota        | 14 augusti 2001   | Sambenedettese (-25)     |
| 37 | Spanien      | Musa Drammeh         | 26 november 2001  | Sevilla (-24)            |
| 77 | Costa Rica   | Kenneth Vargas       | 17 april 2002     | Herediano (-23)          |
| 89 | Grekland     | Alexandros Kyziridis | 16 september 2000 | Zemplín Michalovce (-25) |

### Utlånade spelare
| Nr | Land      | Pos | Namn                                       |
| -- | --------- | --- | ------------------------------------------ |
| 20 | England   | A   | Yan Dhanda (i Dundee till 31 maj 2026)     |
| 23 | Skottland | F   | Lewis Neilson (i Falkirk till 31 maj 2026) |

| Nr | Land      | Pos | Namn                                              |
| -- | --------- | --- | ------------------------------------------------- |
| 25 | Skottland | MF  | Macaulay Tait (i Livingston till 31 maj 2026)     |
| 35 | Skottland | F   | Adam Forrester (i St. Johnstone till 31 maj 2026) |

## Meriter
- Skotska mästare: 1895, 1897, 1958, 1960.
- Skotska cupmästare: 1891, 1896, 1901, 1906, 1956, 1998, 2006, 2012.
- Skotska ligacupmästare: 1955, 1959, 1960, 1963.

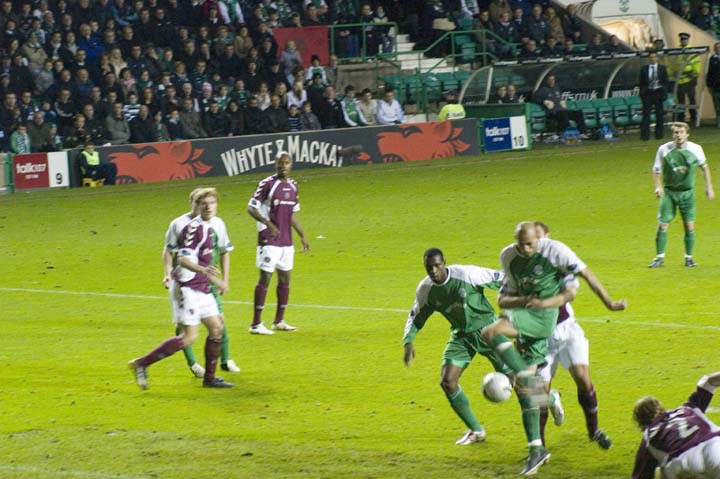
Hearts möter Hibernian FC.

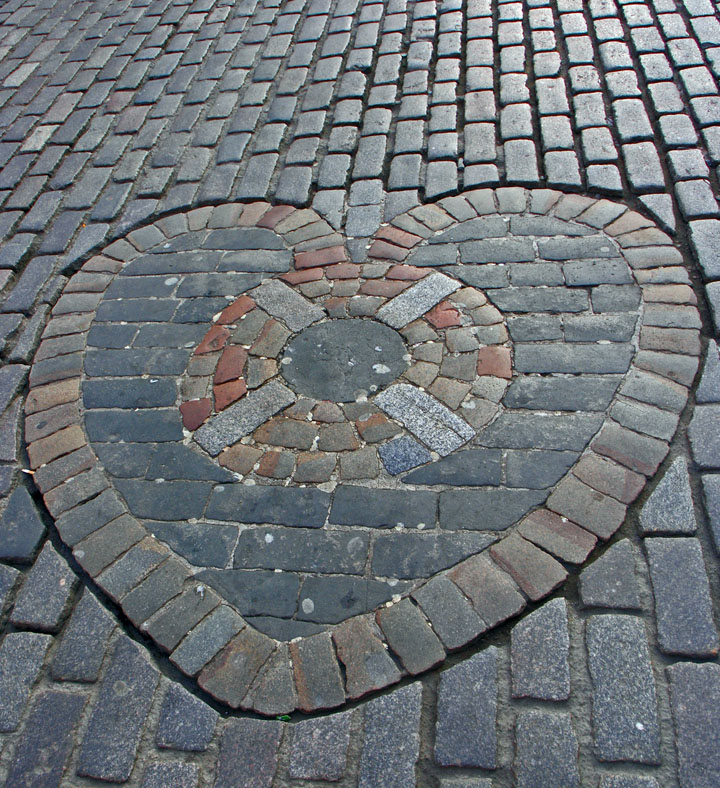
Heart Of Midlothian.